# Gaspar Gil Polo
Gaspar Gil Polo (València, 1530 - Barcelona, 1584) escriptor valencià.
La seva vida resta molt poc documentada. Esmentat per Miguel de Cervantes i Joan Timoneda, la seva obra cabdal és la novel·la pastoral Diana enamorada, continuació de la Diana de Jorge de Montemayor.